# Франьо Рачкий
Франьо Рачкий (хорв. Franjo Rački; 25 листопада 1828, Фужине — 13 лютого 1894, Загреб) — хорватський історик і політичний діяч.
Закінчив Віденський університет. До 1852 року вивчав у Відні теологію. З 1852 року — священик. З 1861 року — один з лідерів Народної ліберальної партії, з 1880 року — Незалежної народної партії. Заклав основи хорватської археографії, видавши велику кількість документів з історії південних слов'ян. Був організатором і президентом (1867—1886) Югославської академії наук і мистецтв у Загребі.
Роботи Рачкого присвячені головним чином хорватській державі 9—11 століття, боротьбі південних слов'ян за незалежність у 11—15 століттях, історії богомильства, хорватського державного права, російській літературі та історіографії.